# استویچو آتاناسوف
استویچو آتاناسوف (بلغاری: Стойчо Атанасов؛ زادهٔ ۱۴ مهٔ ۱۹۹۷) بازیکن فوتبال اهل بلغارستان است.
از باشگاه‌هایی که در آن بازی کرده است می‌توان به باشگاه فوتبال زسکا صوفیه اشاره کرد.
وی همچنین در تیم‌ ملی فوتبال  زیر ۲۱ سال بلغارستان بازی کرده است.